# Оттук (река)
Оттук (кирг. Оттук; Кара-Ункюр, Караункур, Кичи-Кара-Куджур, кирг. Кичи Каракужур) — река в Кыргызстане, течёт по территории Нарынского района Нарынской области. Правый приток реки Он-Арча.
Длина реки составляет 54 км. Площадь водосборного бассейна равняется 444 км². Среднегодовой расход воды — 1,1—2,5 м³/с. Основной источник питания — родниковые и снеговые воды.
Начинается как Кичи-Кара-Куджур на склонах хребта Кара-Джорга. Потом меняет название на Кара-Ункюр. В нижнем течении называется Оттук, впадает в Он-Арчу между сёлами Кызыл-Джылдыз и Эчки-Башы.
Воды реки используются для орошения.